# 998 Bodea
998 Bodea је астероид главног астероидног појаса. Приближан пречник астероида је 38,16 , 
а средња удаљеност астероида од Сунца износи 3,123 астрономских јединица (АЈ). 
Инклинација (нагиб) орбите у односу на раван еклиптике је 15,476 степени, а орбитални период износи 2016,387 дана (5,520 година). Ексцентрицитет орбите астероида износи 0,209. 
Апсолутна магнитуда астероида износи 11,90 а геометријски албедо 0,021.
Астероид је откривен 6. августа 1923. године.